# Теренс Генбері Вайт
Теренс Генбері Вайт (англ. Terence Hanbury White; 29 травня 1906, Бомбей, Британська Індія — 17 січня 1964, Пірей, Греція) — англійський письменник-фантаст, відомий завдяки своїм творам про короля Артура, які зібрані в квадрологію «Король минулого і майбутнього». Перша книга серії «Меч в камені» (англ. The Sword in the Stone) видана в 1938 році виграла «Ретро-Г'юго» за найкращий роман в 2014 році.

## Біографія
Теренс Генбері Вайт народився 29 травня 1906 року в Бомбеї в сім'ї Геріка Генбері Вайта і Констанс Естон. Він навчався в Челтнемському коледжі, а згодом, в 1928 році, отримав диплом бакалавра мистецтв з англійської в Квінс коледжі, Кембридж. Після коледжу він працював в школі селища Стов, графство Бакінгемшир, і досліджував середньовіччя. Тоді ж він почав писати, спочатку писав під час літніх відпусток, а після 1936 року покинув роботу, щоб повністю зайнятись письменництвом.
У 1946 році він переїхав на острів Олдерні де і жив до кінця життя, продовжуючи писати. Вайт помер від хвороби серця 17 січня 1964 року на борту корабля поблизу Пірея повертаючись з США, де читав лекції в університетах.
Вайт називав себе «вільнодумцем» (англ. "free thinker") і був агностиком. У своїх романах часто зображав церкву жадібною і жалюгідною установою із застарілою філософією. Також він був самозакоханий і вважав більшість жінок не рівним собі, про себе він писав: «Я знаю, що я геній — і я не хвалюся; це як знати що ти косоокий.» (англ. I happen to know, that I am a genius - there is no boastfulness about this at all; it is like knowing that you squint.)

## Творчість
Перші романи Теренса Вайта в науково-фантастичному жанрі (серія «Спинена Земля» (англ. «Earth Stopped»)) описували апокаліпсис і його наслідки. Другий роман «До землі» (англ. «Gone to Ground», 1935) складався із слабо пов'язаних розповідей людей, що зібралися в бункері після катастрофи.
Завдяки своїй зацікавленості в Середньовіччі Теренс Вайт натрапив на трагікомедію сера Томаса Мелорі «Смерть Артура» (написану до 1471 року), і почав писати книгу по мотивах. Внаслідок цього в 1938 році вийшов його найвідоміший роман «Меч у камені» (англ. «The Sword in the Stone»), який переповідав історію молодості короля Артура, цей роман було екранізовано у вигляді одноіменного мультфільму в 1963 році. Незабаром вийшли наступні романи «Відьма з лісів» (англ. «The Witch in the Wood», 1939) і «Хворобливий лицар» (англ. «The Ill-Made Knight», 1940), який розповідав історію сера Ланселота. Також в цей час був написаний роман «Книга Мерліна», але через пацифізм британські видавництва відмовились видавати роман, і його було видано аж після смерті автора в 1977 році. У 1958 році вийшов роман «Свічка на вітрі» (англ. «The Candle in the Wind»), який завершував квадрологію смертю короля Артура.
У 1946 році був виданий роман «Відпочинок пані Машам» (англ. «Mistress Masham's Repose»), дія якого відбувалась в всесвіті роману «Мандри Гуллівера» Джонатана Свіфта. У ньому розповідається про групу ліліпутів, яких Гуллівер привіз до Англії, що виживала там протягом 200 років, доки не була майже знищеною маленькою дівчинкою, що вважала їх за тваринок.
Іншими непов'язаними романами були «Слон і Кенгуру» (англ. «The Elephant and the Kangaroo», 1947), який розповідав сатиричну історію про новітнього Ноя і потоп в Ірландії, а також роман «Майстер» (англ. «The Master», 1957) про хлопчика і дівчину, які дізнались про існування лиходія, що керував людством через гіпноз зі свого острова.

## Вплив
Джоан Роулінг визнавала що твори Теренса Вайта мали великий вплив на книги про Гаррі Поттера, зокрема описувала персонажа «Меча у камені» Варта, як «духовного предка» Гаррі. Також Ніл Гейман на запитання про схожість його персонажа Тімоті Хантера з коміксу «Книги Магії» (англ. The Books of Magic) і Гаррі Поттера відповів: «Я думаю що ми обоє просто крадемо в Теренса Вайта: дуже прямою» (англ. I thought we were both just stealing from T. H. White: very straightforward).
Вплив творів Теренса Вайта також визнали Майкл Муркок, Грегорі МакГаєр і Ед МакБейн.